# Svatobor (spolek)

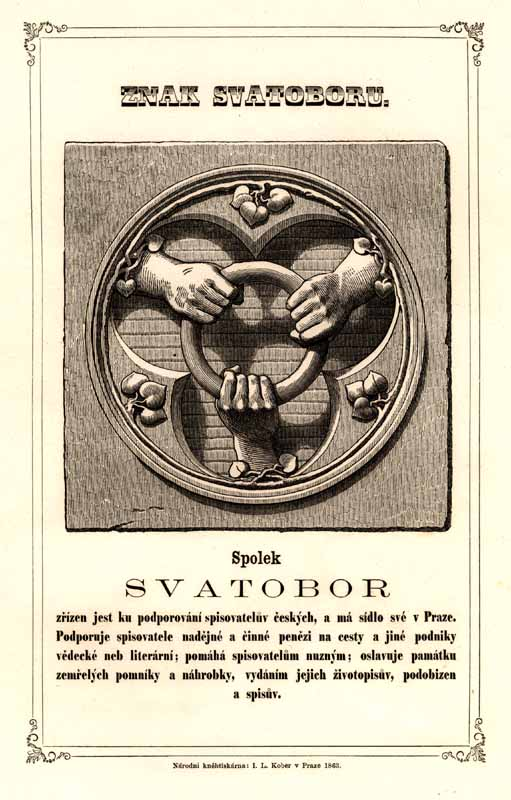
Znak spolku Svatobor

Spolek Svatobor byl založen v roce 1862 k podpoře českých spisovatelů a jejich rodin a byl činný do roku 1970. Obnoven byl v roce 1990. V současné době[kdy?] je jeho hlavním posláním správa vyšehradského Slavína.

## Historický Svatobor

### Historie

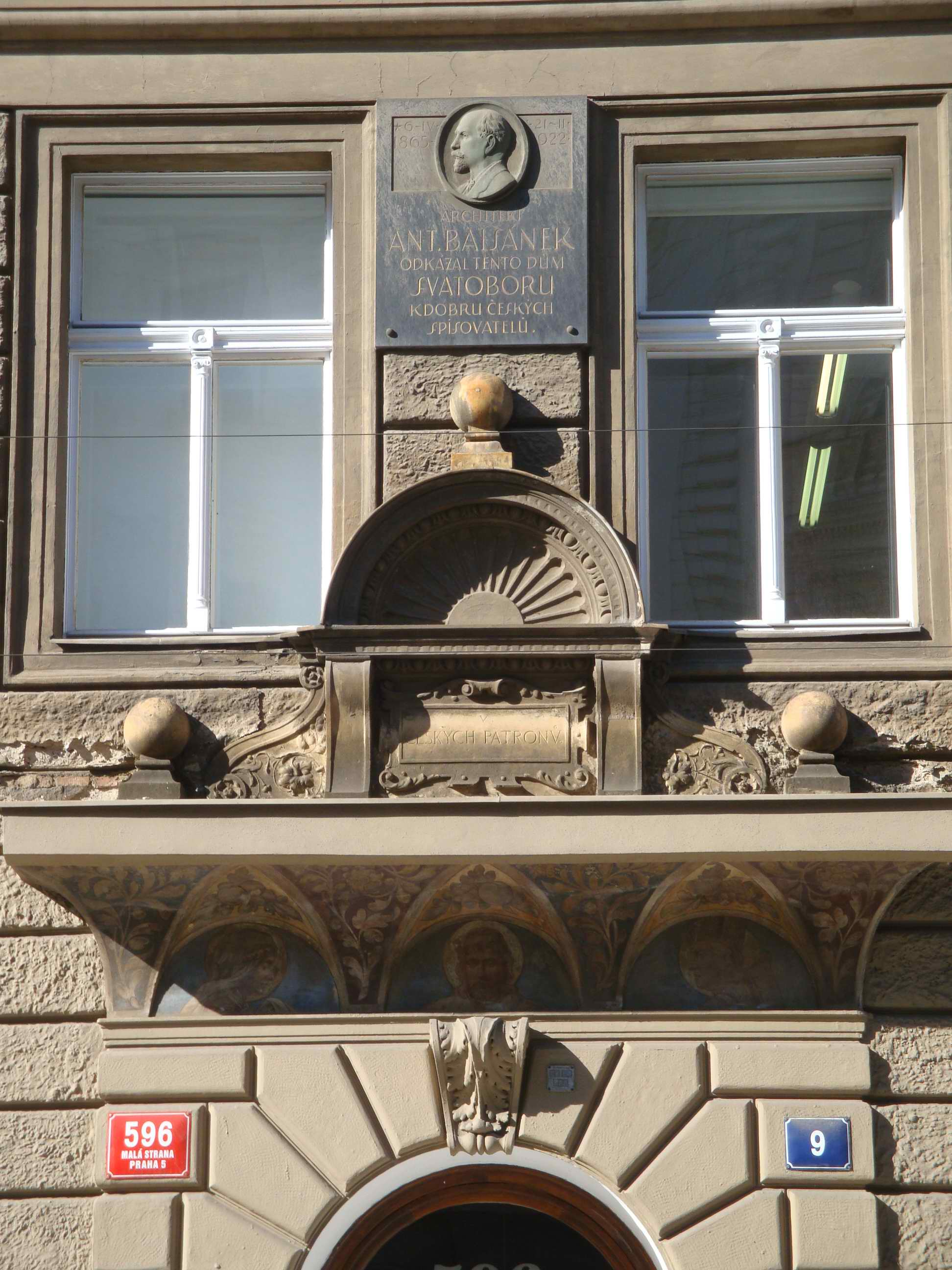
Pamětní deska A. Balšánka - bývalý nadační dům Svatoboru

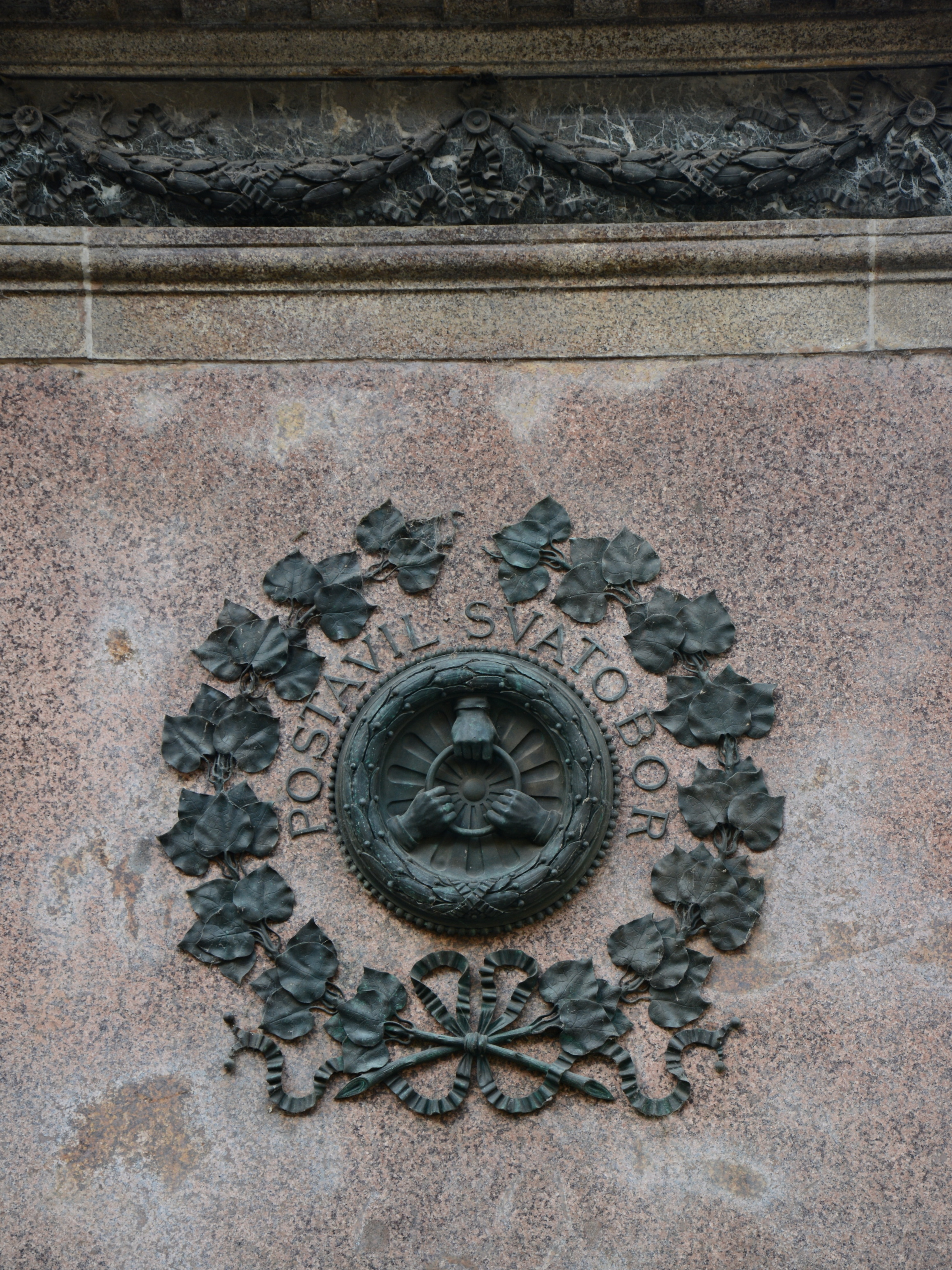
Znak Svatoboru na Jungmannově pomníku v Praze.

Svatobor vznikl na základě žádosti, kterou předložila pražskému magistrátu 17. prosince 1861 skupina význačných osobností, v čele s Františkem Palackým. Žádost byla kladně vyřízena a stanovy schváleny 31. března následujícího roku. 9. dubna byl vznik nového spolku oznámen veřejnosti v Národních listech v Ohlášení Svatoboru. Svatobor si kladl tři hlavní cíle:
1. podporovat stipendii a cenami nadějné spisovatele
2. podporovat potřebné spisovatele a jejich rodiny
3. vzdávat poctu zemřelým spisovatelům (pomníky, náhrobky, pamětní desky, vydávání děl apod.)

Činnost řídilo sedmnáctičlenné ředitelstvo, na který dohlížela tříčlenná dozorčí rada. Funkcionáři byli voleni na tříleté období.
Finanční prostředky získával Svatobor z příspěvků členů, z darů a z vlastních aktivit. Později se též do jeho majetku dostalo několik nadačních domů. V roce založení činil jeho majetek necelých 10 000 zlatých, o rok později již téměř 31 000 zlatých. Počet zakládajících členů Svatoboru byl 158, později se pohyboval okolo 200. I přes nepopiratelné zásluhy byl Svatobor od 90. let 19. století též kritizován, např. pro konzervativní přístup k výběru cen a odměn a pro drobení stipendií. Jeho největším kritikem byl spisovatel Jan Herben.

### Osobnosti Svatoboru
Funkcionáři a členy Svatoboru byli většinou představitelé kulturních a podnikatelských elit. Výběr:
- František Palacký – vůdčí osobnost a první předseda
- František Ladislav Rieger – druhý předseda (1875–1903)
- Filip Čermák (Tuchoměřický) - mecenáš Svatoboru
- Alois Jirásek – předseda 1905–1911
- Eliška Krásnohorská – mecenáš Svatoboru; již za svého života věnovala anonymně přes 150 000 Kč (za života označována ve zprávách Svatoboru jako „neznámá dáma“);[3] odkázala mu své jmění, uložené v Zemské bance[4]
- Otokar Březina – mecenáš Svatoboru, věnoval mu státní cenu 100 000 Kč[5]
- Antonín Balšánek – mecenáš Svatoboru; odkázal spolku svůj dům Na Újezdě 9[6]
- Tomáš Garrigue Masaryk – čestný člen, mecenáš Svatoboru, věnoval 100 000 Kč[3]
- Zdeňka Čechová – sestra Svatopluka Čecha; mecenáš Svatoboru, věnovala dům v Praze-Troji, ve kterém spisovatel prožil poslední léta[7]

### Nejvýznamnější aktivity Svatoboru
Za 75 let činnosti (do roku 1936) podpořil Svatobor spisovatele a jejich rodiny částkou 5,8 milionu Kč. (Z toho do roku 1915 přes 800 000 korun předválečné hodnoty.)
Z prostředků Svatoboru byly financovány pomníky, pamětní desky a náhrobky českých spisovatelů. Z pomníků je nejznámější Josefa Jungmanna na Jungmannově náměstí v Praze (1878, sochař Ludvík Šimek). Svatobor též inicioval a financoval Pomník Karla Hynka Máchy na pražském Petříně. Autorem pomníku byl Josef Václav Myslbek, slavnostní odhalení se konalo 16. června 1912.
Hrobku Slavín na pražském Vyšehradském hřbitově vybudoval Svatobor díky daru smíchovského starosty Petra Fischera – 26 000 zlatých (postaven Antonínem Wiehlem 1889-1893).
Svatobor se též věnoval osvětové činnosti, jako byly přednášky a slavnostní proslovy při odhalování pomníků a pamětních desek, podpora zahraničních cest spisovatelů. Například v květnu 1885 odjel Julius Zeyer na studijní cestu do Athén a Cařihradu. Svatobor podpořil tuto cestu částkou 300 zlatých.
Dále spolek podporoval vydávání významných literárních děl (sebrané spisy Karla Havlíčka Borovského).

### Zánik Svatoboru
Při měnové reformě v roce 1953 přišel Svatobor o finanční prostředky v hodnotě 5 milionů Kč. V letech 1961-1962 se musel vzdát i svých tří nadačních domů, na které byly kladeny vysoké ekonomické nároky a které nebyl schopen udržovat. Bez majetku ukončil svou činnost v roce 1970. Torzo archivu Svatoboru je uloženo v Literárním archivu Památníku národního písemnictví.
Nejasnosti přetrvávaly v otázce vlastnictví Slavína, který po zániku Svatoboru přešel do vlastnictví státu. Ještě v roce 1983 uvedlo Ministerstvo kultury, že Svatobor byl sice uznáván jako majitel, ale že se jedná o instituci v likvidaci. Proto Slavínu, jako jediné z 37 kulturních památek Vyšehradu, nebyl tehdy ještě určen vlastník a objekt byl ve vysoce havarijním stavu. V roce 1983 sice začala rekonstrukce Slavínu, ale nebyla dokončena.

## Dnešní Svatobor
Po zániku Svatoboru se jeho činnosti zčásti ujal Klub za starou Prahu, zejména při záchraně historických hrobů na pražských Olšanských hřbitovech. Nový Svatobor vznikl v roce 1974, stanovami navázal na Svatobor původní.
V roce 1992 byl svěřen hlavním městem Prahou Svatoboru do užívání a správy vyšehradský Slavín na 99 let. V témže roce zřídil Svatobor Nadaci Slavín, s cílem shromáždit prostředky na rekonstrukci a následnou údržbu Slavína. Nadace zanikla 31. prosince 1998. Rekonstrukce, financovaná z prostředků hl. m. Prahy a Svatoboru skončila v roce 2002. Dále pečuje Svatobor o dvanáct hrobů na Vyšehradském hřbitově a vydává publikace. Svatobor též vydává vlastní periodikum Zprávy.

## Citát
Myšlenku Svatoboru shrnuje heslo Františka Palackého:
| „ | Pomáhej! Osvěcuj! Pamatuj! | “ |